# Apalus
Apalus är ett släkte av skalbaggar som beskrevs av Fabricius 1775. Apalus ingår i familjen oljebaggar.
Släktet innehåller bara arten Apalus bimaculatus.

## Bildgalleri

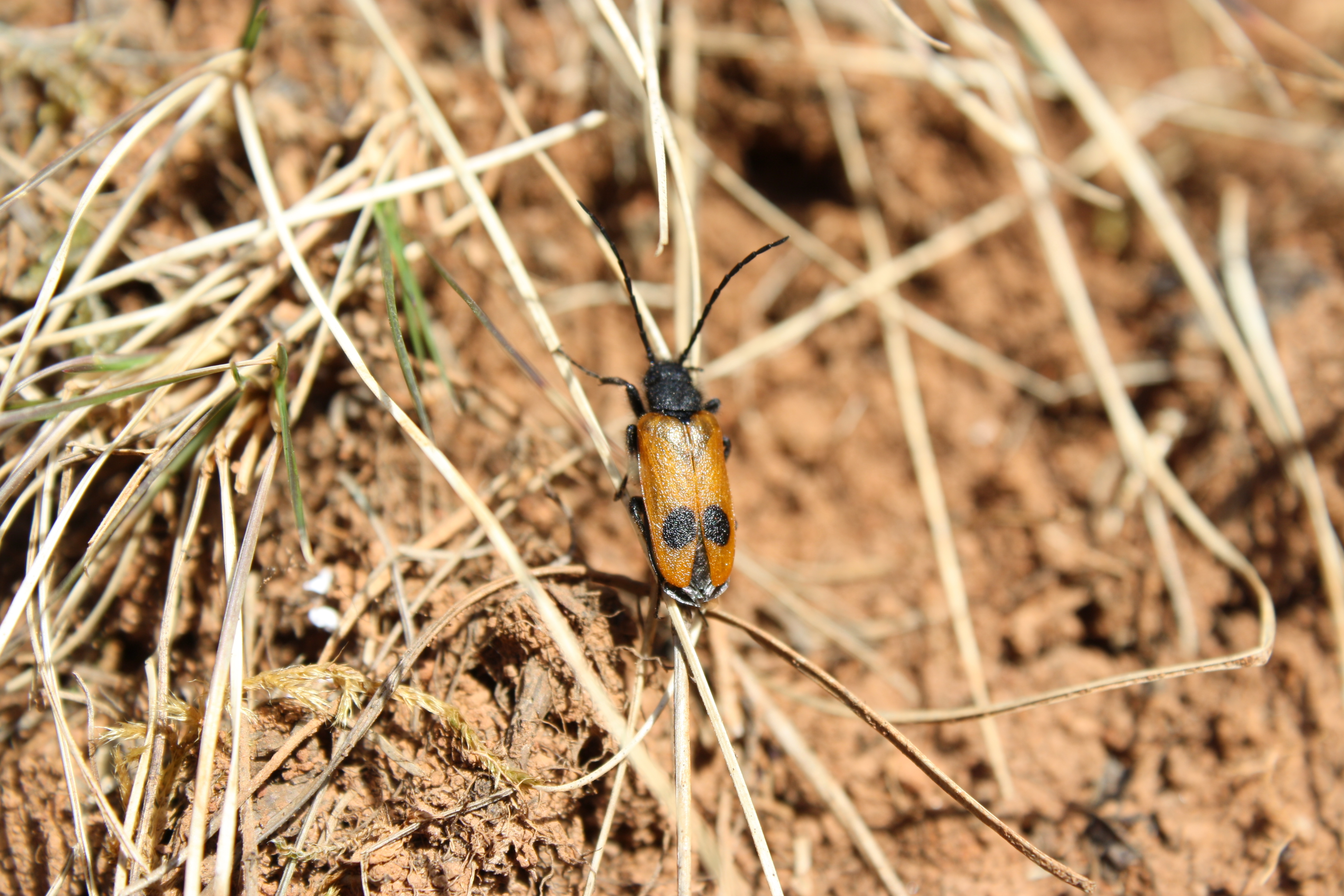
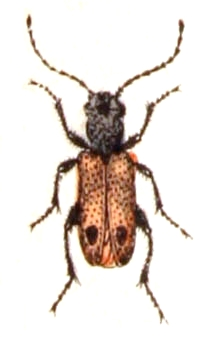
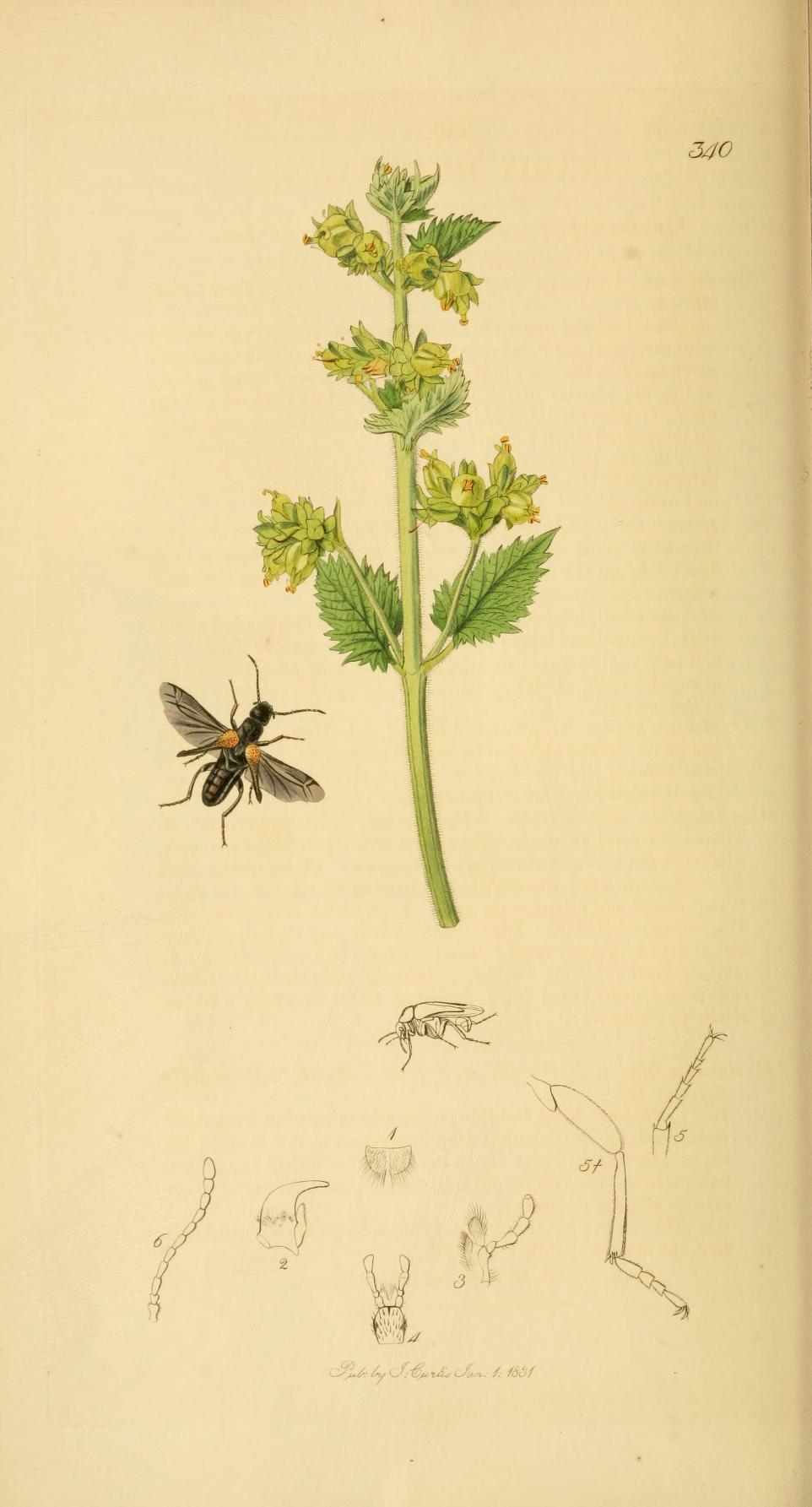